# المرهقون
المرهقون (بالإنجليزية: The Burdened)‏ هو فيلم درامي يمني صدر في عام 2023، مستوحى من قصة حقيقية حدث في مدينة عدن. الفيلم هو الثاني الذي يتولى إخراجه المخرج اليمني عمرو جمال، وقد شارك في كتابة السيناريو مع مازن رفعت. تم عرض الفيلم لأول مرة في قسم البانوراما ضمن فعاليات الدورة الثالثة والسبعين لمهرجان برلين السينمائي الدولي، حيث نال جائزة الجمهور (المركز الثاني) وجائزة منظمة العفو الدولية. بهذه المشاركة، أصبح المرهقون أول فيلم يمني يتم اختياره رسميًا للعرض في مهرجان برلين السينمائي.
تلقى الفيلم إشادة نقدية واسعة، وتم عرضه في عدة مهرجانات سينمائية دولية، منها مهرجان سيدني السينمائي الدولي، مهرجان شنغهاي السينمائي الدولي، مهرجان شيكاجو السينمائي الدولي، مهرجان بالم سبرينجس السينمائي الدولي، مهرجان سياتل السينمائي الدولي، مهرجان بكين السينمائي الدولي، مهرجان فالنسيا السينمائي الدولي، مهرجان تايبيه السينمائي الدولي، ومهرجان ديربان السينمائي الدولي. تم اختيار الفيلم ليكون مرشح اليمن الرسمي لجائزة أفضل فيلم دولي في الدورة التسعين لجوائز الأوسكار 

## القصة
يروي الفيلم قصة حقيقية عن زوجين يمنيين شابين من الطبقة الوسطى، أحمد وإسراء، وأطفالهم الثلاثة في مدينة عدن، اليمن، خلال عام 2019.
تبدأ القصة عندما تكتشف إسراء أنها حامل بطفل رابع، مما يسبب صدمة للزوجين اللذين فقدا وظائفهما بعد الحرب الأهلية في عام 2015، التي أدت إلى أزمة اقتصادية خانقة في اليمن فيقرر الزوجان إجراء إجهاض للجنين نظرًا لعدم قدرتهما على تحمل تكاليف تربية طفل إضافي.
في مجتمع يدين الإجهاض ثقافيًا ودينيًا، تواجه العائلة صعوبات في الحصول على المساعدة الطبية بسبب رفض العديد من الأطباء مساعدتهم في الإجهاض، وتجنبهم الطرق التقليدية بسبب حالة إسراء الصحية المصابة بفقر الدم.
يتوجه الزوجان إلى صديقة إسراء المقربة، الدكتورة منى، لطلب المساعدة. ترفض منى بشدة المساعدة وتحذر إسراء من الإقدام على هذا الفعل المحرم من وجهة نظرها. عندما يصل الزوجان لطريق مسدود مع الأطباء، ينجح أحمد في الحصول على خدمات قابلة تقليدية قادرة على إجراء الإجهاض في المنزل. تكتشف منى ذلك وتتدخل لإيقاف العملية في اللحظة الحاسمة.
تُقنع منى أخيرًا بالمساعدة، وتقرر إجراء العملية بنفسها عندما تدرك أن إسراء مستعدة للقيام بذلك مهما كلف الأمر. بعد العملية، تعاني منى من ندم شديد وتتجاهل محاولات إسراء للاتصال بها، وتشعر إسراء بالخوف والأسى على توتر علاقتها مع منى، لكن أحمد يقنعها بأهمية الاستمرار في الحياة من أجل أطفالهم.
ينتهي الفيلم بصباح جديد في عدن، حيث تتوجه العائلة إلى مدرسة الأطفال، وعلى وجه الأبوين مزيج من ملامح الراحة المؤقتة والخوف من المستقبل.

## الإنتاج
بدأ المخرج عمرو جمال في تصوير فيلمه الروائي الثاني "المرهقون" في عام 2021، والذي تم تصويره بالكامل في مدينة عدن بمشاركة فريق عمل يمني وأجنبي. واجه الفريق العديد من التحديات بسبب الوضع السياسي المعقد في اليمن، حيث استمر التصوير لمدة 70 يومًا، بدءًا من 24 أغسطس 2021 وحتى 10 نوفمبر 2021.
خلال فترة التصوير، تعرض فريق العمل والممثلين لمشاكل مختلفة، بما في ذلك احتجازهم في فندق في عدن لمدة خمسة أيام بسبب المواجهات المسلحة المحيطة بالفندق. هذه التجربة الصعبة لم تثنِ الفريق عن استكمال عملهم، بل شكلت جزءًا من التحديات التي واجهوها خلال صنع الفيلم.
"المرهقون" هو عمل مشترك بين اليمن والسودان والمملكة العربية السعودية، وشارك فيه فنانون وفنيون من اليمن والسودان ومصر ولبنان والهند والمملكة المتحدة وتايوان والجمهورية التشيكية.
تم تمويل مراحل الإعداد والإنتاج للفيلم من قبل رجال أعمال يمنيين والحكومة اليمنية. ونتيجة للنجاح الكبير للفيلم الأول للمخرج، "10 أيام قبل الزفة"، أبدى رجال الأعمال المحليين والحكومة والمجلس الانتقالي الجنوبي اهتمامًا كبيرًا في دعم فيلمه الجديد.
في وقت لاحق، حصل الفيلم على تمويل لمرحلة ما بعد الإنتاج من مهرجان كارلوفي فاري السينمائي الدولي، و مهرجان مالمو العربي للسينما، ومهرجان البحر الأحمر السينمائي الدولي.

## الإصدار
في 18 فبراير 2023، أصبح فيلم "المرهقون"  أول فيلم يمني يُعرض في مهرجان برلين السينمائي الدولي، ومن ثم تم عرضه في عدد من المهرجانات السينمائية الدولية مثل مهرجان سيدني الدولي للأفلام، مهرجان شيكاغو السينمائي الدولي، مهرجان شنغهاي الدولي للأفلام، مهرجان سياتل السينمائي الدولي، مهرجان بكين الدولي للأفلام، مهرجان بالم سبرينجز السينمائي الدولي، مهرجان فالنسيا الدولي للأفلام، ومهرجان تايبيه الدولي للأفلام، ومهرجان ديربان الدولي للأفلام.
وقد تم إصدار الفيلم تجاريًا في دور العرض في تايوان في 11 أغسطس  و2023 وفي فرنسا بدأت عروضه التجارية في 31 يناير 2024.

## الإستقبال
حصل فيلم "المرهقون"  على إشادة نقدية واسعة من قبل النقاد السينمائيين والجمهور على حد سواء. فقد فاز الفيلم بعدة جوائز كبرى في عدة مهرجانات سينمائية دولية. وكتب الناقد جاي وايسبرغ من ذي فيلم فيرديكت: "بسيطرة محكمة، يقدم المرهقون لوحة رائعة، بسيطة لكنها شديدة التأثير عن حكاية أسرة تحاول النجاة".

## الجوائز والترشيحات
| السنة | المهرجان                             | الفئة                                     | النتيجة              | المرجع        |
| ----- | ------------------------------------ | ----------------------------------------- | -------------------- | ------------- |
| ٢٠٢٣  | مهرجان برلين السينمائي الدولي        | جائزة منظمة العفو الدولية                 | فائز                 | [ 39 ]        |
| ٢٠٢٣  | مهرجان برلين السينمائي الدولي        | جائزة الجمهور                             | فائز (المركز الثاني) | [ 40 ] [ 41 ] |
| ٢٠٢٣  | مهرجان شيكاغو السينمائي الدولي       | مسابقة المخرجون الجدد                     | فائز                 | [ 9 ]         |
| ٢٠٢٣  | مهرجان بالم سبرينغز السينمائي الدولي | جائزة أفضل فيلم بلغة أجنبية               | ترشيح                | [ 42 ]        |
| ٢٠٢٣  | مهرجان بالم سبرينغز السينمائي الدولي | جائزة لجنة التحكيم الكبرى للأصوات الجديدة | ترشيح                | [ 42 ]        |
| ٢٠٢٣  | مهرجان فالنسيا السينمائي الدولي      | جائزة لجنة التحكيم (أفضل مخرج)            | فائز                 | [ 43 ]        |
| ٢٠٢٣  | مهرجان فالنسيا السينمائي الدولي      | جائزة لجنة التحكيم (أفضل كتابة)           | فائز                 | [ 43 ]        |
| ٢٠٢٣  | مهرجان فالنسيا السينمائي الدولي      | جائزة أفضل فيلم                           | ترشيح                | [ 44 ]        |
| ٢٠٢٣  | مهرجان ديربان السينمائي الدولي       | جائزة أفضل فيلم                           | ترشيح                | [ 45 ]        |
| ٢٠٢٣  | مهرجان ديربان السينمائي الدولي       | جائزة أفضل كتابة                          | فائز                 | [ 46 ]        |
| ٢٠٢٣  | مهرجان تايبيه السينمائي              | جائزة أفضل فيلم                           | ترشيح                | [ 47 ]        |
| ٢٠٢٣  | مهرجان تايبيه السينمائي              | جائزة لجنة التحكيم الخاصة                 | فائز                 | [ 47 ]        |
| ٢٠٢٤  | مهرجان سياتل السينمائي الدولي        | مسابقة المخرجون الجدد                     | ترشيح                | [ 48 ]        |

## وصلات خارجية
- المرهقون في برنامج برلينالة